# تشارلز إل. كاتلن
تشارلز إل. كاتلن هو محامي وسياسي أمريكي، ولد في 24 فبراير 1842، وتوفي في 14 يونيو 1901. نشط حزبياً في الحزب الجمهوري. وقد انتخب عضو جمعية ولاية ويسكونسن ‏.